# Bactrocera maculifacies
Bactrocera maculifacies är en tvåvingeart som först beskrevs av Hardy 1973.  Bactrocera maculifacies ingår i släktet Bactrocera och familjen borrflugor.
Artens utbredningsområde är Thailand. Inga underarter finns listade.